# Sistema Kensington

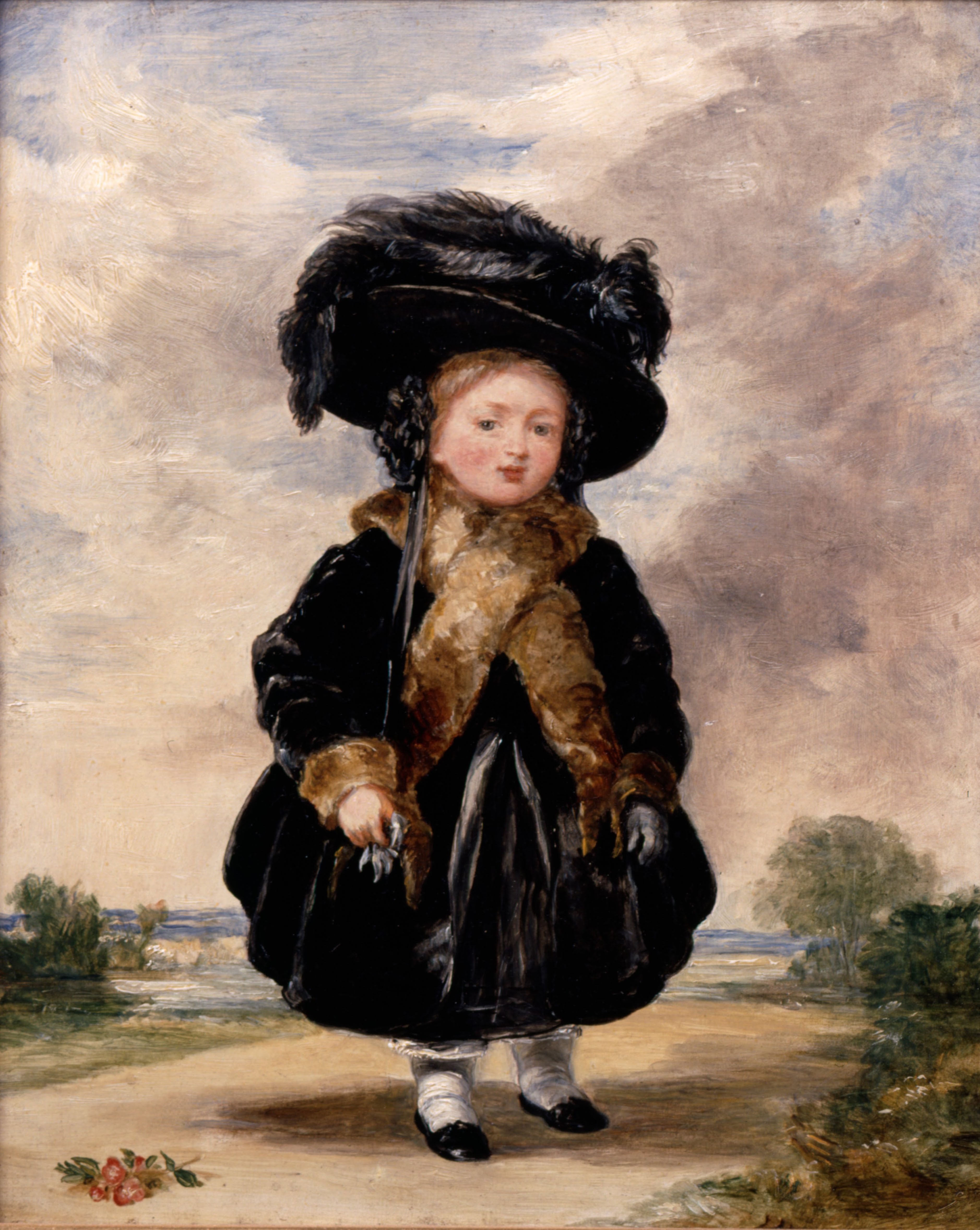
La princesa Victoria a los cuatro años

El sistema Kensington fue un estricto y elaborado conjunto de reglas diseñado por Victoria de Sajonia-Coburgo-Saalfeld, duquesa de Kent, junto con su asistente y presunto amante, John Conroy, sobre la crianza y educación de la hija de la duquesa, la futura reina Victoria del Reino Unido. El sistema recibe su nombre del palacio de Kensington, donde Victoria vivió con su madre antes de acceder al trono.

## Aplicación
El sistema estaba concebido para hacer de la princesa Victoria una joven débil y dependiente, y por tanto poco dispuesta a unirse a otros parientes de la casa de Hannover en contra de su madre y Conroy. La princesa se mantenía aislada de otros niños y debía estar siempre acompañada de su madre, su tutor o sus institutrices, la baronesa Lehzen y la duquesa de Northumberland. Su madre y Conroy vigilaban y registraban estrictamente todas las actividades y controlaban exhaustivamente con quién se relacionaba. Cuando ya estuvo claro que Victoria heredaría el trono, intentaron inducirla para que nombrara a Conroy secretario personal y tesorero mediante amenazas e intimidaciones, sin conseguirlo.

### Apoyos
El sistema fue respaldado por el hermanastro de la reina Victoria, Carlos Federico de Leiningen, que apoyaba a su madre en su ambición de convertirse en regente. En 1841, cuando Victoria ya era reina y había hecho manifiesto su desagrado por el sistema Kensington, Carl publicó un libro para justificarlo, titulado Historia completa de la política seguida en Kensington bajo la guía de sir John Conroy (A Complete History of the Policy Followed at Kensington, Under Sir John Conroy's Guidance).

## Respuesta de Victoria
El sistema Kensington fue un completo fracaso, y provocó una fuerte reacción adversa: por su causa, Victoria acabó detestando a su madre, a Conroy y a la dama de compañía de su madre, lady Flora Hastings. Al cumplir la mayoría de edad, sus primeras exigencias fueron que se le permitiera pasar una hora a solas (lo que el sistema Kensington no permitía) y que se sacara su cama de la habitación de su madre, lo que presagiaba el final de la influencia de la duquesa, y junto a ella, la de Conroy. Una de las primeras cosas que hizo Victoria al acceder al trono a los 18 años fue vetar a Conroy permanentemente de sus apartamentos.
Tras un breve noviazgo, Victoria se casó con el príncipe Alberto de Sajonia y desde ese momento, las convenciones ya no exigían que siguiera viviendo con su madre. Al acabar la ceremonia de la boda se limitó a estrechar la mano de la duquesa. Poco después la expulsó de palacio y a partir de entonces la visitó raramente, manteniéndose fría y distante con ella hasta que nació su primer hijo.

## Otros usos
En ocasiones, el término designa lo que se suele llamar el South Kensington system, un programa de estudios de arte desarrollado durante la época victoriana en el Royal College of Art de Londres que no guarda relación alguna con las normas educativas de la princesa Victoria.